# 1-й армейский корпус (ФРГ)
1-й армейский корпус (нем. I. Korps) — соединение Бундесвера существовавшее в 1956—1995 гг. В годы Холодной войны корпус был частью Северной группы армий НАТО. После распада СССР корпус переформирован в 1-й немецко-голландский армейский корпус (1. Deutsch-Niederländisches Korps).

## История
1-й корпус был создан 2 июля 1956 года. 15 сентября 1956 года корпус перешёл в ведение министерства обороны. Первыми соединениями корпуса были 1-я гренадерская дивизия (позже переформирована в 1-ю танковую) в Ганновере и 3-я танковая дивизия с дислокацией в Гамбурге.
Падение железного занавеса и объединение Германии подвигли к реструктуризации Бундесвера. В этом свете началось масштабное сокращение войск, ставших излишними ввиду исчезновения угроз. Это привело к переформированию 1-го корпуса в 1-й немецко-голландский армейский корпус (1. Deutsch-Niederländisches Korps).

## Состав

### 1991
- 1-я танковая дивизия (1. Panzerdivision) (Ганновер)
- 3-я танковая дивизия (3. Panzerdivision) (Букстехуде)
- 7-я танковая дивизия (7. Panzerdivision) (Унна)
- 6-я мотопехотная дивизия (6. Panzergrenadierdivision) (Ноймюнстер)
- 11-я мотопехотная дивизия (11. Panzergrenadierdivision) (Ольденбург)
- 27-я воздушно-десантная бригада (Luftlandebrigade 27) (Липпштадт)
- 1-е артиллерийское командование (Artilleriekommando 1) (Дюльмен)
- 1-е командование армейской авиации (Heeresfliegerkommando 1) (Хандорф)
- 1-е командование ПВО (Flugabwehrkommando 1) (Мюнстер)
- 1-е инженерно-сапёрное командование (Pionierkommando 1) (Минден)
- 1-е ремонтное командование (Instandsetzungskommando 1)  (Билефельд)
- 1-е командование связи(Fernmeldekommando 1)
- 1-е командование тылового обеспечения(Nachschubkommando 1 )
- 1-е медицинское командование (Sanitätskommando 1)
- батальон РХБ защиты (ABC-Abwehrbataillon)
- батальон военной полиции (Feldjägerbataillon )
- корпусной оркестр (Heeresmusikkorps 1)

## Командиры
| №  | Имя                                                                                     | Вступление в должность | Отставка         |
| -- | --------------------------------------------------------------------------------------- | ---------------------- | ---------------- |
| 15 | генерал-лейтенант Ханнсьёрн Боэз (Hannsjörn Boës)                                       | 1 октября 1991         | 31 августа 1995  |
| 14 | генерал-лейтенант Клаус Науман (Klaus Naumann)                                          | 1 апреля 1991          | 30 сентября 1991 |
| 13 | генерал-лейтенант Йорн Зёдер (Jörn Söder)                                               | 1 апреля 1988          | 31 марта 1991    |
| 12 | генерал-лейтенант Дитер Клаусс (Dieter Clauß)                                           | 1 апреля 1986          | 31 марта 1988    |
| 11 | генерал-лейтенант Герхард Вахтер (Gerhard Wachter)                                      | 1 октября 1982         | 31 марта 1986    |
| 10 | генерал-лейтенант Курт фон дер Остен (Kurt von der Osten)                               | 1 октября 1979         | 30 сентября 1982 |
| 9  | генерал-лейтенант Фердинанд фон Зенгер унд Эттерлин (Ferdinand von Senger und Etterlin) | 1 апреля 1978          | 30 сентября 1979 |
| 8  | генерал-лейтенант Ханс-Хайнрих Клайн (Hans-Heinrich Klein)                              | 1 октября 1974         | 31 марта 1978    |
| 7  | генерал-лейтенант Ханс Хинрихс (Hans Hinrichs)                                          | 1 октября 1970         | 30 сентября 1974 |
| 6  | генерал-лейтенант Отто Уэхтриц (Otto Uechtritz)                                         | 15 января 1968         | 30 сентября 1970 |
| 5  | генерал-лейтенант Юрген Беннекке (Jürgen Bennecke)                                      | 1 октября 1966         | 14 января 1968   |
| 4  | генерал-лейтенант Вильхельм Мейер-Детринг (Wilhelm Meyer-Detring)                       | 1 октября 1963         | 30 сентября 1966 |
| 3  | генерал-лейтенант Хайнц Треттнер (Heinz Trettner)                                       | 1 марта 1960           | 30 сентября 1963 |
| 2  | генерал-лейтенант Герхард Мацки (Gerhard Matzky)                                        | 2 апреля 1957          | 29 февраля 1960  |
| 1  | генерал-майор Курт Зиверт (Curt Siewert)                                                | 8 октября 1956         | 31 марта 1957    |